# コチーノ (潜水艦)
コチーノ (USS Cochino, SS-345) は、アメリカ海軍の潜水艦。バラオ級潜水艦の一隻。艦名はスペイン語で「豚」を意味し、豚を連想する姿の大西洋に生息するモンガラカワハギ科の総称に因む。

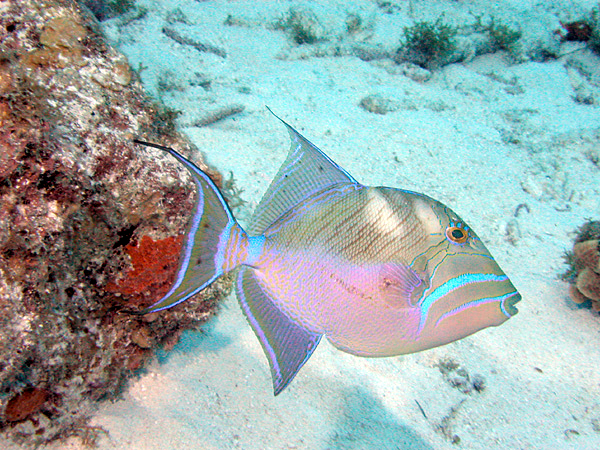
ケショウモンガラ（メキシコ通称Cochino）

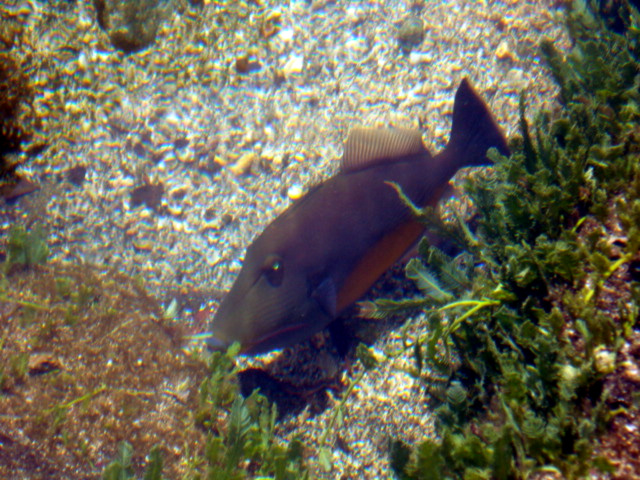
オレンジサイド・トリガーフィッシュ（メキシコ通称Cochino）

## 艦歴
コチーノは1944年4月13日にコネチカット州グロトンのエレクトリック・ボート社で起工する。1945年4月20日にM・E・セラット夫人によって進水し、1945年8月25日に艦長W・A・スティーヴンソン中佐の指揮下就役した。
コチーノは東海岸、カリブ海を巡航し母港のフロリダ州キーウェストで大西洋艦隊に合流する。1949年7月18日にイギリスに向けて出航、北極海での作戦活動に向かう。艦隊は悪天候の中ノルウェーから北極海へ向かったが、猛烈な振動によりコチーノは8月25日に電気系統の火災とバッテリーの爆発事故を生じ、続いて水素および塩素ガスが発生した。
最悪の状況の中、艦を維持するため艦長のラファエル・セレスティノ・ベニテス大佐は部下と共に14時間におよぶ補修作業に取り組んだ。しかしながら8月26日に第2バッテリーも爆発し、ベニテス大佐は艦の放棄を命じ、コチーノは沈没した。タスク (USS Tusk, SS-426) が民間エンジニアのロバート・ウェリントン・フィオを除く乗組員全員を救助したが、この救助作業でタスクの乗組員6名が失われた。